# 新库赖斯
新库赖斯是巴西北大河州的一个市镇。总面积903平方公里，总人口45300人，人口密度50.2人/平方公里。